# 竹内幸江
竹内 幸江（たけうち さちえ、1964年 - ）は、日本の看護学者。
長野県看護大学看護学部准教授。

## 来歴・人物
長野県松本市出身。
1982年（昭和57年）長野県松本県ヶ丘高等学校卒業。
1987年（昭和62年）千葉大学看護学部大学院修士課程修了。
信州大学医学部附属病院看護師を経て、1995年（平成7年）長野県看護大学開学と同時に講師として着任。
1999年（平成11年）より准教授。専門は小児看護学。

## 著作・論文・共編著

### 著作
- 『いのちの教育の理論と実践』竹内幸江 金子書房東京(2009)
- 『ココからはじめる小児がん看護』竹内幸江へるす出版東京(2012)
- 『PTG 心的外傷後成長－トラウマを超えて』竹内幸江 金子書房東京

### 論文
- 『慢性疾患の子どもをもつ親の会に対する親の認識および専門職へのニーズの検討』扇千晶、内田雅代、竹内幸江、平出礼子、青木真輝 長野県看護大学
- 『健康段階に応じたローインパクトエクササイズによる生体機能の活性化に関する研究』（平成15～17年度科学研究補助金、2006年）
- 『化学療法をうける子どもの内服に関する看護師の認識』平出礼子、内田雅代、竹内幸江、扇千晶、青木真輝、寺島憲治、石井絹子、林部麻美
- 『小児がんの子どもと家族のケア環境．小児がん看護』竹内幸江，内田雅代，三澤史，et al.(2007)
- 『看護職者の仕事への認識および満足度に影響を与える要因に関する検討』田村正枝，竹内幸江，藤垣静枝他 長野県看護大学紀要(2007)
- 『慢性疾患や障がいをもつ子どもの家族とのパートナーシップ形成に向けた看護職者の関わりに関する研究・ 大脇百合子,内田雅代,竹内幸江他 日本小児看護学会誌(2009)
- 『電子レンジ法による輸液ライン中に発生する気泡の抑制』太田克矢，熊谷一樹，牛山裕貴，竹内幸江 看護人間工学研究誌(2012)
- 『終末期の小児がん患者のケア体制および看護師へのメンタルサポート体制の実態－病棟管理者への調査より－』竹内幸江，髙橋百合子，吉川久美子，野中淳子他 小児がん看護(2012)

### 共編著
- 『人形劇を使用した授業』竹内幸江、近藤卓編著(2007)
- 『第10章End-of-Lifeケア』竹内幸江、丸光惠、石田也寸志編
- 『総論 発達段階別ケア』竹内幸江、丸光惠、石田也寸志編
- 『第2章さまざまな場面でのPTG 10 子ども・いのちの教育・PTG』竹内幸江、近藤卓編

## 所属学会
- 日本小児看護学会
- 日本看護科学学会
- 日本看護学教育学会
- 日本家族看護学会
- 日本がん看護学会
- 日本小児保健協会
- 日本小児がん看護学会
- 日本造血細胞移植学会
- 日本看護倫理学会 評議員[4]
- 千葉看護学会